# Cricetulus
Cricetulus ist eine Gattung der Hamster, zu der drei Arten gezählt werden. Wegen äußerer Ähnlichkeiten mit Ratten tragen diese Tiere im Englischen den Namen Ratlike Hamsters („Rattenartige Hamster“); im deutschen Sprachgebrauch wird aber eine andere Art als Rattenartiger Zwerghamster geführt, die nicht in diese Gattung gehört.

## Merkmale
Diese Hamster erreichen Kopfrumpflängen von 75 bis 120 Millimeter, wozu noch 20 bis 50 Millimeter Schwanz kommen. Ihr langes Fell ist an der Oberseite meist grau gefärbt, manchmal auch mit rötlichem Stich. Die Unterseite sowie die Pfoten und die Schwanzspitze sind hellgrau oder weiß. Manche Arten können darüber hinaus weiß gemustert sein, eine Art, der Daurische Zwerghamster, hat einen dunklen Aalstrich. Alle Arten haben einen stämmigen Körperbau mit vergleichsweise kurzen Beinen. Der Kopf ist durch die stumpfe Schnauze und die großen Backentaschen charakterisiert.

## Verbreitung und Lebensraum
Cricetulus-Arten sind in Eurasien beheimatet, ihr Verbreitungsgebiet erstreckt sich von Südosteuropa über weite Teile Zentralasiens bis in das nördliche Ostasien. Ihr Lebensraum sind trockene Regionen wie Steppen und Halbwüsten, sie kommen auch in Gebirgsländern bis 3600 Meter Seehöhe vor.

## Lebensweise
Cricetulus-Arten leben in selbstgegrabenen Bauen, die sich bis zu 1,2 Meter in die Erde erstrecken können. In diesen Bauen schlafen sie und lagern ihre Nahrungsvorräte. Die Tiere sind eher nachtaktiv, im Frühling und Sommer gehen sie aber auch tagsüber auf Nahrungssuche. Während der kalten Jahreszeit halten sie keine durchgehende Winterruhe, sondern wachen von Zeit zu Zeit auf, um gelagerte Nahrungsmittel zu fressen. Sie dürften einzelgängerisch leben und gegenüber Artgenossen sehr aggressiv sein.
Sie ernähren sich vor allem von Samen und Trieben, zu ihrer bevorzugten Nahrung zählen Sojabohnen, Erbsen und Hirsekörner. Gelegentlich fressen sie auch Insekten und von Tieren in Gefangenschaft wird berichtet, dass sie auch Frösche und Springmäuse getötet und verzehrt haben. Die Backentaschen sind sehr groß und erlauben den Transport großer Nahrungsmengen zum Bau. Ein einzelnes Tier wurde einmal mit 42 Sojabohnen in seinen Backentaschen gefunden.
Bis zu drei- oder viermal pro Jahr bringt das Weibchen nach rund 17- bis 22-tägiger Tragzeit fünf bis sechs (in Ausnahmefällen bis zu zehn) Junge zur Welt. Die meisten Geburten fallen in die Monate Februar bis Oktober. Die Jungtiere wachsen schnell und sind bereits mit zwei Monaten ausgewachsen.

## Systematik
Die Gattung Cricetulus wird in drei Arten unterteilt:
- Der Daurische Zwerghamster (Cricetulus barabensis) unterscheidet sich durch einen dunklen Aalstrich von den übrigen Arten. Seine Heimat ist das südliche und südöstliche Sibirien, die Mongolei, Nordchina und Korea. Der Chinesische Zwerghamster, der als Heim- und Labortier verbreitet ist, wird manchmal als eigene Art (Cricetulus griseus) geführt, gilt jedoch als konspezifisch mit dem Daurischen Zwerghamster. Auch der Transbaikal-Zwerghamster (Cricetulus pseudogriseus), der manchmal als eigene Art angesehen wird, ist nach jüngeren Untersuchungen eine Unterart des Daurischen Zwerghamsters.
- Der Sokolow-Zwerghamster (Cricetulus sokolovi) ist in der Mongolei und der Inneren Mongolei beheimatet.
- Der Langschwanz-Zwerghamster (Cricetulus longicaudatus) unterscheidet sich durch den namensgebenden längeren Schwanz von den anderen Arten. Die Art lebt in der Mongolei und angrenzenden Teilen Russlands (Altai-Region und Tuwa) sowie im nördlichen und westlichen China.

Der von der Balkanhalbinsel über die Ukraine, Südrussland und Kasachstan bis in das nördliche China und die Mongolei verbreitete Graue Zwerghamster (Nothocricetulus migratorius) gehörte bis 2018 ebenfalls in die Gattung Cricetulus. Da er aber näher mit dem Feldhamster (Cricetus cricetus) und den Mittelgroßen Zwerghamstern (Allocricetulus) verwandt ist, als mit den anderen Arten der Gattung Cricetulus, wurde er 2018 in die neu eingeführte, monotypische Gattung Nothocricetulus verschoben. Die Tibetischen Zwerghamster (Urocricetus) galten ursprünglich als Untergattung von Cricetulus. Sie werden seit 2018 als eigenständige Gattung angesehen. Die Gattungen der Mittelgroßen Zwerghamster (Allocricetulus), Gansu-Zwerghamster (Cansumys) und Rattenartigen Zwerghamster (Tscherskia) wurden früher ebenfalls manchmal als Untergattungen von Cricetulus geführt, sind heute jedoch als eigene Gattungen anerkannt.